# Metaphidippus pluripunctatus
Metaphidippus pluripunctatus là một loài nhện trong họ Salticidae.
Loài này thuộc chi Metaphidippus. Metaphidippus pluripunctatus được Cândido Firmino de Mello-Leitão miêu tả năm 1944.